# Валдемар де Бріто
Валдемар де Бріто (порт. Waldemar de Brito, 17 травня 1913, Сан-Паулу, Бразилія — 21 лютого 1979, там само) — бразильський футболіст, що грав на позиції нападника, зокрема, за клуб «Фламенго», а також національну збірну Бразилії.
Чемпіон Аргентини. Дворазовий переможець Ліги Каріока.

## Клубна кар'єра
У футболі дебютував 1927 року виступами за команду «Сіріо».
Згодом з 1928 по 1936 рік грав у складі «Індепенденсія», «Сан-Паулу», «Ботафогу» та «Сан-Лоренсо». Протягом цих років виборов титул чемпіона Аргентини.
Своєю грою за останню команду привернув увагу представників тренерського штабу клубу «Фламенго», до складу якого приєднався 1937 року. Відіграв за команду з Ріо-де-Жанейро наступні два сезони своєї ігрової кар'єри. Більшість часу, проведеного у складі «Фламенго», був основним гравцем атакувальної ланки команди. У складі «Фламенго» був одним з головних бомбардирів команди, маючи середню результативність на рівні 0,57 голу за гру першості.
Протягом 1939—1946 років захищав кольори клубів «Сан-Лоренсо», «Сан-Паулу», «Флуміненсе», «Португеза Деспортос» та «Палмейрас».
Завершив професійну ігрову кар'єру у клубі «Португеза Сантіста», за команду якого виступав протягом 1946 року.

## Виступи за збірну
1934 року дебютував в офіційних матчах у складі національної збірної Бразилії. Протягом кар'єри у національній команді провів у її формі 18 матчів(16 неофіційних), забивши 18 голів (17 неофіційних).
У складі збірної був учасником чемпіонату світу 1934 року в Італії, де зіграв в єдиному поєдинку команди на турнірі проти збірної Іспанії (1-3).
Помер 21 лютого 1979 року на 66-му році життя у місті Сан-Паулу.

## Титули і досягнення
- Чемпіон Аргентини (1):

«Сан-Лоренсо»: 1936
- Переможець Ліги Каріока (2):

«Ботафогу»: 1934
«Фламенго»: 1939